# Aspergillus terreus
Aspergillus terreus é um fungo encontrado em solos de todo o mundo. Embora considerado estritamente assexuado até recentemente, sabe-se agora que é capaz de reprodução sexual. Este fungo saprotrófico é predominante em climas mais quentes, como regiões tropicais e subtropicais. Além de estar presente no solo, A. terreus também foi encontrado em habitats como vegetação em decomposição e poeira. A. terreus é amplamente utilizado na indústria para produzir ácidos orgânicos importantes, como ácido itacônico e ácido cis-aconítico, além de enzimas como xilanase. Foi também a fonte inicial do medicamento mevinolina (lovastatina), um fármaco utilizado para reduzir o colesterol sérico.
O fungo Aspergillus terreus pode causar infecções oportunistas em pessoas com sistemas imunológicos comprometidos. É relativamente resistente à anfotericina B, um medicamento antifúngico comum. A. terreus também produz ácido asptérrico e 6-hidroximelenina, inibidores do desenvolvimento de pólen em Arabidopsis thaliana.
Em 2023, cientistas australianos descobriram a capacidade de A. terreus decompor completamente o plástico de polipropileno em 140 dias.

## Aparência
O fungo Aspergillus terreus apresenta coloração acastanhada que escurece com o envelhecimento em meios de cultura. Em meio de Czapek ou ágar de extrato de malte (MEA) a 25°C, as colônias crescem rapidamente e apresentam paredes lisas. Em alguns casos, podem se tornar flocosas, adquirindo tufos macios semelhantes a cabelos. As colônias em ágar de extrato de malte crescem mais rápido e esporulam mais densamente do que em muitos outros meios.
A. terreus possui cabeças conidiais compactas, biseriadas e densamente colunares, alcançando 500 × 30–50 μm de diâmetro. Os conidióforos são lisos e hialinos, com até 100–250 × 4–6 μm de diâmetro. Os conídios são pequenos, com cerca de 2 μm de diâmetro, de forma globosa, com paredes lisas, e podem variar de amarelo claro a hialinos. Uma característica única desta espécie é a produção de aleurioconídios, esporos assexuados produzidos diretamente nas hifas, maiores que os fialoconídios (por exemplo, 6–7 μm de diâmetro). Essa estrutura pode influenciar a apresentação clínica de A. terreus, pois pode induzir respostas inflamatórias elevadas.
Este fungo é facilmente distinguido de outras espécies de Aspergillus pela coloração canela-acastanhada de suas colônias e pela produção de aleurioconídios. A. terreus é uma espécie termotolerante, com crescimento ótimo entre 35–40°C e crescimento máximo entre 45–48°C.

## Ecologia
Aspergillus terreus, assim como outras espécies de Aspergillus, produz esporos que se dispersam eficientemente pelo ar em diferentes distâncias. A morfologia deste fungo facilita a dispersão global de esporos nas correntes de ar. A elevação do píleo esporulante em um longo estipe acima da superfície de crescimento pode facilitar a dispersão dos esporos pelo ar. Normalmente, os esporos de fungos são liberados em ar parado, mas em A. terreus, isso é resolvido com um longo estipe, permitindo que os esporos sejam liberados em correntes de ar, como o vento. Isso aumenta as chances de dispersão dos esporos em uma vasta geografia, explicando a prevalência mundial do fungo.
Apesar de ser encontrado em solos quentes e aráveis em todo o mundo, A. terreus também está presente em diversos habitats, como composto e poeira. Eventualmente, os esporos fúngicos dispersos entram em contato com materiais líquidos ou sólidos e se depositam neles, mas a germinação ocorre apenas quando as condições são adequadas. Uma das condições importantes para o fungo é o nível de umidade presente no material. A menor atividade aquosa (Aw) que o fungo é capaz de suportar o crescimento foi relatada como 0,78. A tolerância a condições de Aw relativamente baixas pode explicar, em parte, a natureza ubíqua desta espécie, dada sua capacidade de crescer em diversos locais. O solo de plantas em vasos é um habitat comum que suporta o crescimento do A. terreus, e solos colonizados podem ser reservatórios importantes de infecções hospitalares. Outros habitats incluem algodão, grãos e vegetação em decomposição.

## Genoma
O Broad Fungal Genome Initiative, financiado pelo Instituto Nacional de Alergia e Doenças Infecciosas dos EUA, realizou o sequenciamento do A. terreus em 2006. O resultado foi 11,05 × cobertura da sequência do genoma. O genoma do A. terreus contém entre 30-35 Mbp e aproximadamente 10.000 genes codificadores de proteínas. A identificação de determinantes de virulência no genoma do A. terreus pode facilitar o desenvolvimento de novas abordagens para o tratamento de doenças relacionadas a este fungo. Além disso, como A. terreus é resistente à anfotericina B, os mecanismos subjacentes a essa resistência podem ser melhor compreendidos por meio de investigações em nível genômico.
O gene da policétido sintase atX produz ácido 6-metilsalicílico em A. terreus.

## Infecção
O fungo Aspergillus terreus não é tão comum quanto outras espécies de Aspergillus para causar infecções oportunistas em animais e humanos. No entanto, a incidência de infecções por A. terreus está aumentando mais rapidamente do que outras espécies de Aspergillus, sendo considerado um agente emergente de infecção.
Como um patógeno oportunista, ele pode causar infecções sistêmicas e superficiais. A inalação de esporos, que viajam pelo trato respiratório, causa a infecção respiratória típica. Outras infecções também podem ocorrer, como onicomicose e otomicose. A. terreus tem a capacidade de causar efeitos graves em pacientes imunocomprometidos que carecem de células imunes específicas. Especificamente, a neutropenia prolongada predispõe humanos e animais a essa doença fúngica.
A. terreus não apresenta adaptações em termos de alteração de sua estrutura física ao infectar um hospedeiro humano ou animal. O fungo continua a crescer como filamentos de hifas característicos. Outros fungos patogênicos geralmente mudam para uma fase de crescimento diferente, como a conversão de micélio para levedura, para se adequar ao novo ambiente. Esse processo não ocorre em A. terreus.

### Plantas
Por décadas, A. terreus foi usado na agricultura como meio de controlar fungos patogênicos que destroem culturas. No entanto, no final dos anos 1980, pesquisadores descreveram A. terreus como um patógeno fúngico em plantas. Culturas como trigo e azevém foram mostradas como suscetíveis a doenças após a infecção por A. terreus. Mais recentemente, pesquisadores descobriram que a espécie também pode causar ferrugem foliar em batatas, descrito pela primeira vez na Índia. A infecção por A. terreus pode ter implicações importantes, pois a batata é considerada a terceira cultura alimentar mais importante do mundo.
O fungo Aspergillus terreus também foi mostrado como capaz de interromper o ciclo reprodutivo sexual masculino no organismo modelo vegetal Arabidopsis thaliana. Seus metabólitos secundários, ácido aspterrico e 6-hidroximelenina, liberados pelo fungo, inibem a produção de pólen, o gameta masculino nas plantas. Como Arabidopsis thaliana não pode se reproduzir, torna-se estéril e não pode contribuir com descendentes para a próxima geração, afetando, em última análise, a diversidade genética da espécie vegetal.

### Animais
A. terreus também pode causar infecção em animais, mas isso está restrito a algumas espécies, como cães e gado. Amplamente, A. terreus é conhecido por causar aborto micótico em gado. Em cães, especialmente na raça pastor alemão, este fungo é responsável por sinusite. Ele pode afetar ainda mais os cães por meio de sua disseminação, atingindo outros órgãos, como baço e rins. Além disso, o osso pode ser afetado pelo A. terreus, o que pode levar à osteomielite espinhal.
Poucos modelos animais exibem infecções por A. terreus. Alguns modelos bem-sucedidos incluem camundongos e coelhos, onde A. terreus formou aspergilose pulmonar. Esses estudos são importantes porque fornecem evidências de que essa infecção fúngica pode causar doenças.

### Humanos
Em humanos, A. terreus é menos frequentemente encontrado como patógeno do que outras espécies de Aspergillus, como A. fumigatus, A. flavus e A. niger. Embora menos comum em amostras clínicas, A. terreus apresenta evidências de resistência à anfotericina B, o que está correlacionado a uma alta taxa de disseminação e um prognóstico geral ruim.
O fungo A. terreus causa infecções oportunistas principalmente em pessoas imunocomprometidas, como pacientes com DPOC que utilizam corticosteroides, pacientes com câncer em tratamento quimioterápico ou pacientes com HIV/AIDS. Em indivíduos imunocompetentes, a inalação de esporos inicia uma liberação imediata de macrófagos e neutrófilos. Em indivíduos imunossuprimidos, essa resposta é menos vigorosa. A maioria desses indivíduos sofre de neutropenia, o que os torna menos capazes de se defender. Além disso, A. terreus libera metabólitos tóxicos que atacam células imunes, como neutrófilos, proporcionando condições adequadas para o fungo prosperar.
Aspergillus terreus também pode causar infecções superficiais em humanos, afetando a camada externa do corpo. É comumente isolado em casos de onicomicose, que é a infecção da pele e unhas humanas. A incidência de onicomicose causada por A. terreus (e não pelo agente comum dermatófito) está aumentando, sendo a infecção superficial mais frequentemente relatada em clínicas e hospitais. Outra infecção superficial comum causada por A. terreus é a otomicose (infecção do ouvido), que é mais frequentemente isolada de pacientes que passaram por cirurgias recentes.
Além disso, a infecção por A. terreus pode resultar em quatro principais desfechos de doenças sistêmicas:
- Aspergilose broncopulmonar alérgica

- Bronquite por Aspergillus e traqueobronquite invasiva por Aspergillus

- Aspergilose invasiva (pulmonar)

- Aspergilose disseminada

Embora todos os quatro desfechos de doenças possam representar um grande risco à saúde humana, a aspergilose invasiva tende a resultar nas maiores taxas de mortalidade e morbidade em humanos. Estudos epidemiológicos mostraram que a incidência de A. terreus causar aspergilose invasiva aumentou em relação a outras espécies do gênero. A infecção por A. terreus causa uma taxa de mortalidade de 100% em pessoas que desenvolvem aspergilose invasiva. Comparado a outras 20 espécies de Aspergillus, a infecção por A. terreus está associada ao pior prognóstico e alta mortalidade. De fato, a aspergilose invasiva foi nomeada como a principal causa de morte em pacientes com leucemia e transplante de células-tronco.

## Tratamento e prevenção
O tratamento para A. terreus é clinicamente desafiador devido à sua quase completa resistência à anfotericina B, o medicamento de escolha para infecções fúngicas graves. No entanto, alguns medicamentos mais recentes, como voriconazol, posaconazol e caspofungina, mostraram-se promissores no tratamento deste agente.
Em um estudo, quase um terço das infecções por A. terreus em hospitais foram associadas à presença de plantas em vasos. A eliminação de plantas em vasos nos quartos de pacientes imunodeficientes pode ter um papel na prevenção de doenças. A. terreus também foi descrito em muitos estudos como comum em ambientes hospitalares devido a construções e reformas externas. A quantidade de solo e detritos reintroduzidos no ar é capaz de viajar pelo ar e infectar pacientes imunossuprimidos. Uma maneira simples de tomar medidas preventivas é fornecer boa filtração de ar e ventilação nos quartos dos hospitais. A eliminação do inóculo é fundamental para a prevenção de infecções hospitalares por A. terreus.

## Usos industriais
O fungo Aspergillus terreus produz vários metabólitos secundários e micotoxinas, incluindo territrem A, citreoviridina, citrinina, gliotoxina, patulina, terreína, ácido terreico, ácido astérrico e terretonina. O fungo também produz um metabólito secundário chamado lovastatina, um medicamento potente para reduzir os níveis de colesterol no sangue em humanos e animais. É um inibidor de uma das enzimas responsáveis pelas etapas catalíticas na biossíntese de colesterol. A lovastatina é tipicamente produzida em condições de fermentação do fungo. O crescimento rápido de hifas filamentosas na espécie A. terreus pode resultar em baixa produção de lovastatina. Para aumentar a produção deste metabólito, A. terreus requer nutrientes importantes durante a fermentação. Nesse caso, carbono e nitrogênio são muito importantes na produtividade da fermentação, que, por sua vez, também aumenta a biomassa do metabólito lovastatina. As cepas de A. terreus utilizam glicerol e glicose como suas melhores fontes de carbono para a produção de lovastatina.
Também é utilizado para produzir o medicamento sinvastatina, que é quimicamente relacionado à lovastatina.